# Melothria schulziana
Melothria schulziana là một loài thực vật có hoa trong họ Cucurbitaceae. Loài này được M. Crovetto mô tả khoa học đầu tiên năm 1949.